# Graham Jarvis
Graham Jarvis (død december 1986 i London, England) var en engelsk rocktrommeslager og studiemusiker.
Jarvis var en meget brugt session trommeslager i rock og pop musik, specielt i en periode fast for Cliff Richard, men også senere for Tina Turner, The Everly Brothers, Leo Sayer, Freddie Mercury, Camel etc. Han medvirkede på soundtracket til The Rocky Horror Picture Show (Roxy Cast udgaven), hvor han var fortælleren og var med-komponist af nummeret "Time Warp".
Han spillede også på mange af de berømte teatre i London med musicals af f.eks. Andrew Lloyd Webber. Jarvis blev også benyttet af The Royal Philharmonic Orchestra, når orkesteret spillede populærmusik.

## Udvalgt diskografi
- 1973: Garth Hewitt: Lion and the Ram
- 1979: Delegation: Eau de Vie
- 1979: Cliff Richard: Rock’n’roll Juvenile
- 1979: Dana: Girl is Back
- 1979: Paul Brett: Eclipse
- 1979: Leon Ware: Inside is Love
- 1980: Sally Oldfield: Easy
- 1981: Marc Bolan: You Scare Me to Death
- 1982: Hank Marvin: Words and Music (på enkelte numre)
- 1982: Cliff Richard - Now You See Me, Now You Dont
- 1982: Camel: The Single factor
- 1983: Cliff Richard - Dressed For The Occasion
- 1983 / 2003: Everly Brothers: Reunion Concert
- 1983: John Miles: Play on
- 1983: Judie Tzuke: Ritmo
- 1984: Tina Turner : Private Dancer
- 1984: The Catch : Balance on Wires
- 1995: Freddie Mercury: The Freddie Mercury Album; In My Defence
- 2003: Stephen Bishop: Fear of message
- 1983: Cliff Richard - Silver
- 1984: Cliff Richard - The Rock Connection
- 1985: Cliff Richard - Stronger